# La Magdeleine (Italië)
La Magdeleine is een gemeente in de Italiaanse regio Aostadal en telt 95 inwoners (31-12-2004). De oppervlakte bedraagt 8,9 km², de bevolkingsdichtheid is 11 inwoners per km².

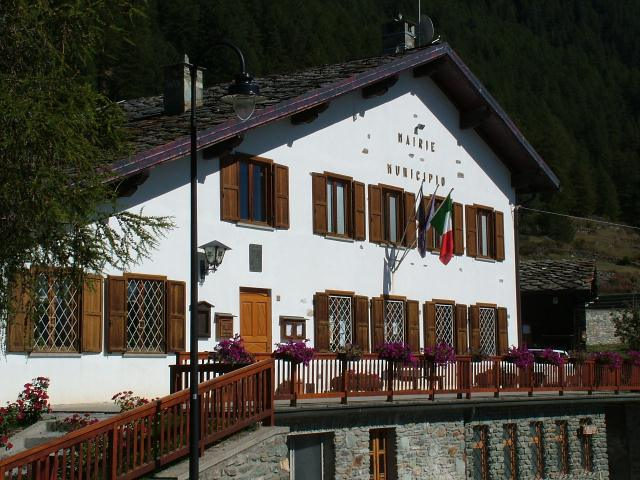
Gemeentehuis
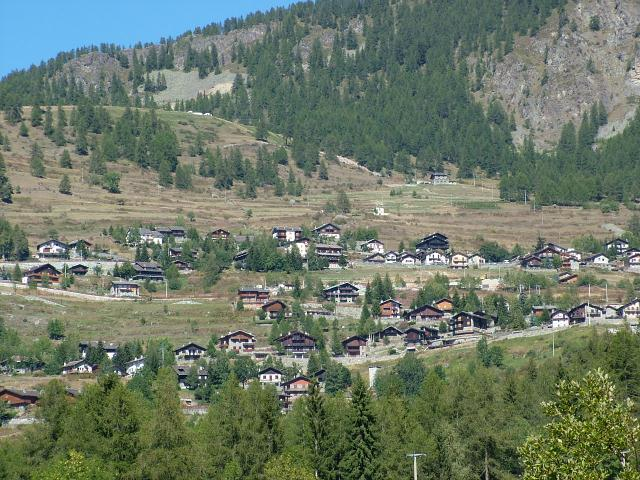
La Magdeleine

## Demografie
La Magdeleine telt ongeveer 52 huishoudens. Het aantal inwoners daalde in de periode 1991-2001 met 13,3% volgens cijfers uit de tienjaarlijkse volkstellingen van ISTAT.
| Jaar | Inwoneraantal |
| ---- | ------------- |
| 1991 | 105           |
| 2001 | 91            |

## Geografie
La Magdeleine grenst aan de volgende gemeenten: Antey-Saint-André, Ayas, Chamois, Châtillon.